# Phiale bipunctata
Phiale bipunctata är en spindelart som beskrevs av Cândido Firmino de Mello-Leitão 1947. 
Phiale bipunctata ingår i släktet Phiale och familjen hoppspindlar. Inga underarter finns listade i Catalogue of Life.